# Харитонов Анатолій Олександрович
Анатолій Олександрович Харитонов (23 квітня 1911, місто Тамбов, тепер Російська Федерація — ?) — радянський діяч, 2-й секретар ЦК КП(б) Таджикистану. Депутат Верховної ради Таджицької РСР.

## Біографія
Народився в робітничій родині. Батьки померли в 1926 році.
З 1926 року працював токарем по металу на заводі міста Тамбова, одночасно навчався в школі фабрично-заводського учнівства та на вечірньому робітничому факультеті. З 1926 до 1932 року був членом ВЛКСМ.
Вступив до Воронезького державного університету, потім був переведений до Московського планового інституту.
Після закінчення теоретичного курсу інституту — голова районної планової комісії та заступник голови виконавчого комітету Омутнінської районної ради Горьковського краю.
Член ВКП(б) з 1932 року.
З 1934 до 1936 року служив на Чорноморському флоті РСЧФ у місті Севастополі.
У 1936—1937 роках — заступник начальника планово-виробничого відділу тресту «Стромбудмашина» Народного комісаріату важкої промисловості СРСР.
У 1937—1939 роках — голова районної планової комісії виконавчого комітету Таганської районної ради міста Москви.
У 1938—1940 роках — заступник відповідального контролера Комісії партійного контролю (КПК) при ЦК ВКП(б).
У 1940—1941 роках — заступник уповноваженого КПК при ЦК ВКП(б) по Кримській АРСР.
У 1942—1943 роках — уповноважений КПК при ЦК ВКП(б) по Саратовській області.
У 1943—1944 роках — уповноважений КПК при ЦК ВКП(б) по Тамбовській області.
У 1944—1947 роках — уповноважений КПК при ЦК ВКП(б) по Таджицькій РСР.
У червні 1947 — січні 1949 року — заступник начальника Управління із політичної частини Радянської військової адміністрації землі Бранденбург (місто Потсдам).
17 січня — 29 квітня 1949 року — заступник завідувача підвідділу ОВС ЦК ВКП(б).
У квітні 1949 — листопаді 1950 року — відповідальний контролер КПК при ЦК ВКП(б).
15 листопада 1950 — серпень 1951 року — 2-й секретар ЦК КП(б) Таджикистану.
З 29 серпня 1951 року — відповідальний контролер КПК при ЦК ВКП(б).
У січні 1963 — грудні 1965 року — інспектор відділу партійно-державного контролю по союзних республіках Комітету партійно-державного контролю ЦК КПРС і Ради міністрів СРСР.
З грудня 1965 року — інспектор відділу по союзних республіках Комітету народного контролю СРСР.
Подальша доля невідома.

## Нагороди
- орден Трудового Червоного Прапора (1946)
- медаль «За оборону Севастополя»
- медаль «За доблесну працю у Великій Вітчизняній війні 1941—1945 рр.» (1945)
- медаль «В пам'ять 800-річчя Москви»
- медалі